# Cyclodictyon borbonicum
Cyclodictyon borbonicum là một loài rêu trong họ Pilotrichaceae. Loài này được (Besch.) Broth. mô tả khoa học đầu tiên năm 1907.